# Garamanti

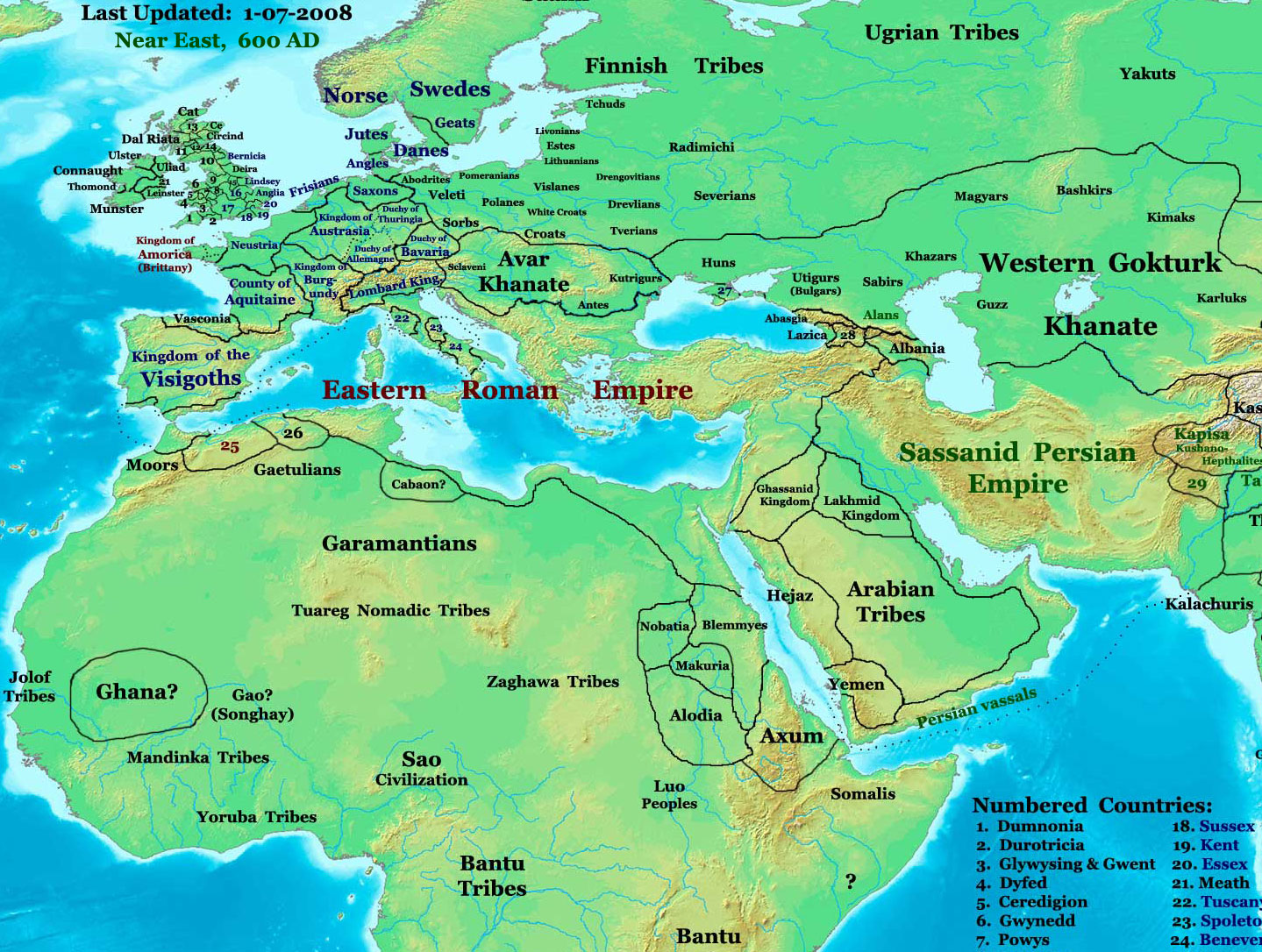
Mappa del Nord Africa nel 600 d.C., dove si nota la locazione dei Garamanti prima della conquista araba

I Garamanti (in latino Garamantes) erano una popolazione di lingua berbera che abitava nel Sahara. Fondarono un regno nella regione del Fezzan (nell'attuale Libia) e costituirono una potenza regionale nel Sahara all'incirca tra il 500 a.C. e il 500 d.C.
Non si dispone di molte informazioni relative ai Garamanti. Lo stesso nome con cui essi si designavano ci è giunto attraverso la forma grecizzata Garamantes, adottata in seguito anche dai Romani. Si tratta probabilmente di un nome derivato da quello di Garama, la loro capitale, citata da Plinio il Vecchio (V, 36) e da Tolomeo (IV, 6, 12), e corrispondente all'attuale Germa (circa 150 km ad ovest della città di Sebha). La maggior parte delle nostre conoscenze proviene da fonti greche e latine, nonché da scavi archeologici nella regione, anche se vaste zone ricche di ruderi rimangono ancora da scavare. Un'altra importante fonte di informazione sono le numerose iscrizioni rupestri, molte delle quali dipinte prima dell'ascesa del loro regno.

## La vita dei Garamanti
Negli anni sessanta e settanta del ventesimo secolo, gli archeologi scavarono parte della capitale dei Garamanti (Garama, l'attuale Germa) e di quella che probabilmente era stata la loro capitale in precedenza, Zinchecra, situata su di uno sperone roccioso a poca distanza da essa. Allo stato attuale delle ricerche sembra che i Garamanti avessero otto città principali, di cui solo tre sono state studiate (a tutto il 2004). Inoltre, avevano numerosi altri insediamenti. La popolazione di Garama doveva essere di circa 4.000 persone, mentre altre 6.000 circa vivevano nei suoi pressi, in un raggio di 5 chilometri.
I Garamanti erano coltivatori, artigiani e commercianti. La loro religione era basata su modelli egizi, e alcuni dei loro morti furono sepolti in piccole piramidi. Per scrivere usavano l'alfabeto libico-berbero. La scoperta, ad opera del professor Fabrizio Mori, di una mummia risalente al 3500 a.C. circa a Uan Muhuggiag, fa pensare che nella regione l'usanza di mummificare i corpi fosse una tradizione estremamente antica.
L'alimentazione dei Garamanti comprendeva uva, fichi, orzo e frumento. Commerciavano frumento, sale e schiavi, e in cambio importavano vino ed olio d'oliva, lampade a olio e stoviglie di fabbricazione romana. Secondo Strabone e Plinio il Vecchio, i Garamantes estraevano amazzonite nei monti del Tibesti.

## Ritrovamenti archeologici
I resti fin qui ritrovati comprendono numerose tombe, fortificazioni e cimiteri. I Garamanti costruirono una rete di gallerie e condotte sotterranee per portare in superficie le acque fossili che si trovano sotto lo strato di calcare nel sottosuolo del deserto. Essa venne costruita intorno al 200 a.C. e fin verso il 200. Questo sistema di gallerie sotterranee è oggi conosciuto col nome arabo di foggara (diversi altri nomi sono usati dai berberi odierni, in particolare: éfeli in tuareg, e targa in altre regioni. Significativamente oggi in tuareg Targa è il nome della regione del Fezzan). Questo sistema di irrigazione permetteva all'agricoltura di prosperare, ma esigeva, per la sua manutenzione, l'utilizzo di manodopera, per la quale si ricorreva agli schiavi.

## Storia
Probabilmente i Garamanti esistevano già, come popolazione tribale del Fezzan, intorno al 1000 a.C. Compaiono per la prima volta in fonti scritte nel V secolo a.C., nell'opera di Erodoto, secondo il quale essi erano un popolo numeroso che allevava bestiame e dava la caccia, stando su quadrighe, agli "Etiopi Trogloditi" ("abitanti delle grotte") che vivevano nel deserto. Raffigurazioni di epoca romana li rappresentano con segni di scarificazioni rituali e tatuaggi. Tacito riporta che essi prestarono aiuti al ribelle Tacfarinas e fecero razzie negli insediamenti romani sulla costa.
I Romani mantennero fitti contatti commerciali con i Garamanti; gli archeologi hanno perfino trovato a Garama un bagno romano. Tolomeo riporta che nell'85 un commerciante di nome Iulius Maternus, partito da Leptis Magna, avrebbe raggiunto il paese di Garama dove si sarebbe unito ad una spedizione del re dei Garamanti che si recava a combattere gli "Etiopi" ed avrebbe raggiunto, dopo 4 mesi, "la regione di Agysimba popolata dai rinoceronti, e dove vivono gli Etiopi" (probabilmente i confini dell'odierna Nigeria).
I Garamanti rappresentarono una continua minaccia per i possedimenti romani, e non si sottomisero mai alla potenza di Roma, a differenza degli abitanti della fascia costiera della Libia. Curiosamente, però, di essi Erodoto afferma "non possiedono armi da guerra né sanno come difendersi".
Nel I secolo a.C., i Garamanti effettuavano scorrerie in Nordafrica e si scontravano con le forze di Roma. Secondo Plinio il Vecchio, a un certo punto i Romani ne ebbero abbastanza delle scorrerie dei Garamanti e nel 19 a.C. Lucio Cornelio Balbo li sconfisse e festeggiò la vittoria con un trionfo nel quale erano enumerate le città, le tribù e le località geografiche da lui sottomesse. L'elenco di esse come ci è stato tramandato da Plinio è il seguente: 
- Tabudium oppidum (città)
- Niteris natio (tribù)
- Miglis Gemella oppidum (città)
- Bubeium natio vel oppidum (tribù o città)
- Enipi natio (tribù)
- Thuben oppidum (città)
- mons nomine Niger : Monte chiamato Niger (monte)-da non confondere col moderno nome del Niger, dato nel 1800 d.C.
- Nitibrum (città)
- Rapsa oppidum (città: probabilmente l'attuale Ghat)
- Viscera natio (tribù)
- Decri oppidum (città)
- flumen Nathabur (fiume/wadi)
- Thapsagum oppidum (città)
- Tamiagi natio (tribù)
- Boin oppidum (città)
- Pege oppidum (città)
- flumen Dasibari (fiume/wadi)
- mox oppida continua Baracum (città)
- Buluba ( " )
- Alasit ( " )
- Galsa ( " )
- Balla ( " )
- Maxalla ( " )
- Cizania ( " )
- mons Gyri (monte)- Monte Gyri

Dopo una spedizione punitiva dei Romani nel 70, i Garamanti vennero costretti ad avere rapporti ufficiali con Roma, ed è possibile che siano divenuti "clienti" di Roma.
Intorno al 150 il regno dei Garamanti (nell'attuale Fezzan, lungo il Wadi l-Ajal), si estendeva per circa 180,000 chilometri quadrati. La sua durata continuò grosso modo fino alla conquista islamica nel VII secolo.
Sembra che il declino della cultura dei Garamanti si riallacci ad un inasprimento delle condizioni climatiche. Quello che oggi è deserto 1500 anni fa era terra agricola di discreta qualità. Dal momento che le riserve di acque fossili non si rinnovano rapidamente, nei sei secoli di durata del regno garamante la falda andò progressivamente abbassandosi. Il regno decadde e si frammentò. Il suo posto venne assunto dal suo concorrente, l'impero del Ghana nel Sudan occidentale.
Documenti bizantini affermano che il re dei Garamanti firmò un trattato di pace con Bisanzio nel 569 ed accettò il Cristianesimo. In seguito, dei documenti musulmani affermano che nel 668 il re dei Garamanti venne imprigionato e trascinato via in catene. Alla fine tutta la regione venne assorbita nell'area di influenza islamica.